# Grundset Station
Grundset Station (Grundset stasjon) er en tidligere jernbanestation på Rørosbanen, der lå i Elverum kommune i Norge.
Stationen åbnede 23. juni 1862 som endestation for den første del af banen fra Hamar. Oprindeligt hed den Grundseth, men den skiftede navn til Grundset i 1866. Fra april 1921 til 1931 blev den stavet Grunnset. Da banen blev forlænget til Rena 23. oktober 1871 blev stationen nedgraderet til holdeplads. Den var bemandet indtil 15. juni 1953, hvor den blev nedgraderet til trinbræt. Den almindelige betjening med persontog blev indstillet 2. juni 1985, men der var fortsat et togstop om dagen i hver retning for skolebørn indtil 8. juni 1997.
Den første stationsbygning blev opført til åbningen i 1862 efter tegninger af Georg Andreas Bull. Ved åbningen af Rena Station i 1871 blev den flyttet dertil, hvor den senere blev udvidet. Remisen, drejeskiven og vandpåfyldning blev flyttet til Elverum. Til gengæld blev et udhus flyttet til Grundset og ombygget til stationsbygning. Den blev flyttet til højre side af sporet og udvidet i 1903.